# KL Dachau
KL Dachau ist der Titel einer zweiteiligen Filmdokumentation nach dem Drehbuch und in der Regie von Knut Karger aus dem Jahr 2019. Der Film enthält viele Standfotos, die von der Kamera abgefahren und von Historikern kommentiert werden. Die zwei Teile berichten aus unterschiedlichen Perspektiven über das Konzentrationslager Dachau bei München über die gesamte Bestandszeit des Lagers von 1933 bis zur Befreiung des Lagers im April 1945.
Als Historiker kommentieren im Film unter anderem Albert Knoll, Dirk Riedel, Sabine Schalm, Nikolaus Wachsmann und Kim Wünschmann.
Der Film wird im Kinosaal der Gedenkstätte KZ Dachau bei Besichtigungen gezeigt.
Teil 1 trägt den Untertitel Das System und Teil 2 Im Lager. Teil 2 geht beispielhaft auf sechs Biografien von ehemaligen Häftlingen ein, die das Kriegsende und das Ende der Judenverfolgung überlebt haben. Dies sind Anton Gossner-Gortnar (* 1922 in Kerschdorf), Martin Grünwiedl (* 1901 in Pförring), Viktor Matejka (* 1901 in Korneuburg), der polnische Priester Adam Kozłowiecki (1911–2007), Gisela Popper-Stone (* 1886 in Berlin) und Hugo Burkhard (* 1899 in Hüttenbach).

## Technische Daten
- Knut Karger: KL Dachau. Zweiteiliger Dokumentarfilm, 2019, 88 Min., BR für die ARD, Deutschland.